# Нацо Настев
Нацо Настев, известен като Наце Русинеца, още Росиленски или Русиловски, е български революционер, воденски войвода на Вътрешната македоно-одринска революционна организация.

## Биография
Настев е роден в село Русилово, Воденско, днес Ксантогия, Гърция. В 1903 година става войвода във Воденско. Участва в Илинденско-Преображенското въстание. Разгромява гръцка чета и убива 12 андарти през май 1905 година. Между 1904 и 1906 година секретар в четата му е Йордан Лазаров. В 1908 година по време на Младотурската революция е посрещнат тържествено във Воден заедно с Никола Иванов и Димо Ковачев от Воден.